# Unirea Principatelor (desen de Gheorghe Tattarescu)
Acest articol dezvoltă secțiunea Opera a articolului principal Gheorghe Tattarescu.
 Unirea Principatelor  este un desen realizat de artistul român Gheorghe Tattarescu în anul 1857. Artistul a realizat o compoziție alegorică care înfățișa Unirea Principatelor făcând apel la modul cum a gândit lucrarea Renașterea României din 1850, critica de artă contemporană lui, ca și cea postumă, considerând-o o continuare a celei dintâi. Întregul proces de creație nu a avut în vedere o reluare a subiectului într-o lucrare în ulei, drept pentru care nu există vreo variantă realizată în ulei. Scopul pentru care a executat desenul Unirea Principatelor a fost litografierea ei. 
Artistul român s-a angajat benevol la o acțiune de sprijin ideologic al momentului politic care era atunci de actualitate. Răspândirea ideilor unioniste folosind o iconografie adecvată era un proiect susținut de oficialitățile aristocrate ale statului și de clasa burgheziei nou înfiripată. Ca urmare, pictorul Tattarescu s-a poziționat, împreună cu Ion Negulici, Constantin Rosenthal, Barbu Iscovescu, Constantin Lecca și Carol Wallenstein de Vella, pe linia ideologică trasată de Gheorghe Asachi, folosind cu precădere mijloacele de propagandă ieftină și rapidă a litografiei, pentru împrăștierea de imagini apologetice, mobilizatoare.

## Realizarea desenului
În iulie 1853 a început Războiul Crimeii prin ocuparea de către Imperiul Rus a Principatelor Române   și s-a terminat în martie 1856, când Rusia a cerut oprirea ostilităților. Prin Tratatul de la Paris (1856) Principatele Române au obținut cu ajutorul  marilor puteri (Marea Britanie și Franța) independența (de facto) față de Rusia și Imperiul Otoman , trei ani mai târziu  fondarea Principatelor Unite ale Moldovei și Țării Românești a reprezentat piatra de temelie la crearea statului modern român. Tratatul de pace de la Paris din 13/25 februarie - 18/30 martie 1856, a garantat Principatelor Române o conducere națională, neatârnată, și în privința unirii lor a decis consultarea populară prin convocarea Divanurilor Ad-hoc, care urmau să se întrunească în data de 22 septembrie la Iași și la 30 septembrie la București.
În luna ianuarie 1857, Gheorghe Tattarescu era implicat în zugrăvirea bisericii Mănăstirii Târgșor ( vezi Târgșoru Nou, Prahova ) datorită contractului pe care îl semnase încă din anul 1856. Lunând contact cu știrile despre noua situație politică, artistul s-a apucat să conceapă un desen propagandistic pentru atragerea atenției populației românești asupra lucrărilor Divanelor Ad-hoc și pentru a polariza favorabil voturile pentru unire. Cum Tattarescu a considerat că desenul nu îl va putea transpune foarte repede într-o lucrare în ulei pe pânză, el a optat pentru expunerea lui în regim de urgență la sârșitul lunii iunie 1857 la Colegiul Sfântul Sava din București. Astfel, cu trei luni înainte de întrunirile Divanului ad-hoc din octombrie 1857, Tattarescu a expus la Colegiul Sfântul Sava din București desenul Unirea Principatelor. Un articol de presă a elogiat apariția descriindu-l:
„... Cine nu a admirat la colegiu tabloul lui Tattarescu, înfățișînd România rupînd lanțurile și ridicînd vălul ce-i acoperă ochii spre a privi un viitor mai fericit? Acest tablou [ Unirea Principatelor ] este continuarea celui de la colegiu. Pictorul, neavînd însă timp suficient pentru a face un mare tablou, s-a mărginit a face numai un desen, rămînând ca mai pe urmă să trateze același subiect într-un tablou mare. Desemnul înfățișează pe primul plan Dunărea cu valurile sale care înconjură țara ca un brîu, aducîndu-i avuțiile Orientului și civilizațiunea Occidentului. În stînga se văd ruinele Severinului și între ruine un bătrîn păstor culcat, care privește spre cer cu inima plină de speranță. Acolo el zărește două femei strălucitoare de tinerețe și frumusețe, înfășurate într-un steag pe care e scris «Unire». Aceste două femei sînt două surori iubite care voiesc a forma un singur suflet. Împrejurul lor se văd emblemele celorlalte puteri. Aceasta este o curtoazie a artistului pentru reprezentarea acestor puteri, de la care nația așteaptă dreptate. — Acest desen poartă titlu «Unirea», dedicată nației române. Se va trage în mii de exemplare așteptînd ca aprobarea nației să răsplătească pe meritosul artist căruia îi adresăm mulțumirile noastre cele mai sincere și urîndu-i ca totdeauna penelul său să se inspire de subiecte naționale...”
----- Ziarul Patria, nr. 40 din 3 iulie 1857
Litografia care s-a făcut după desenul lui Tattarescu a fost realizată de prietenul artistului, August Strixner, la tipografia lui G. Woneberg și a fost editată de Gheorghe Ioanid, un binecunoscut librar al acelei epoci. Compoziția litografiei a fost diferită fața de descrierea desenului original publicat în ziarul Patria. Ca și la compoziția Renașterea României realizată în anul 1851, Tattarescu a mai făcut modificări și completări față de schița inițială. Astfel, a figurat pe steag capul de bour al Moldovei îmbinat cu vulturul Munteniei. Deasupra stemelor a mai pus un înger care ține o coroană făcând aluzie la unirea sub un singur domnitor.

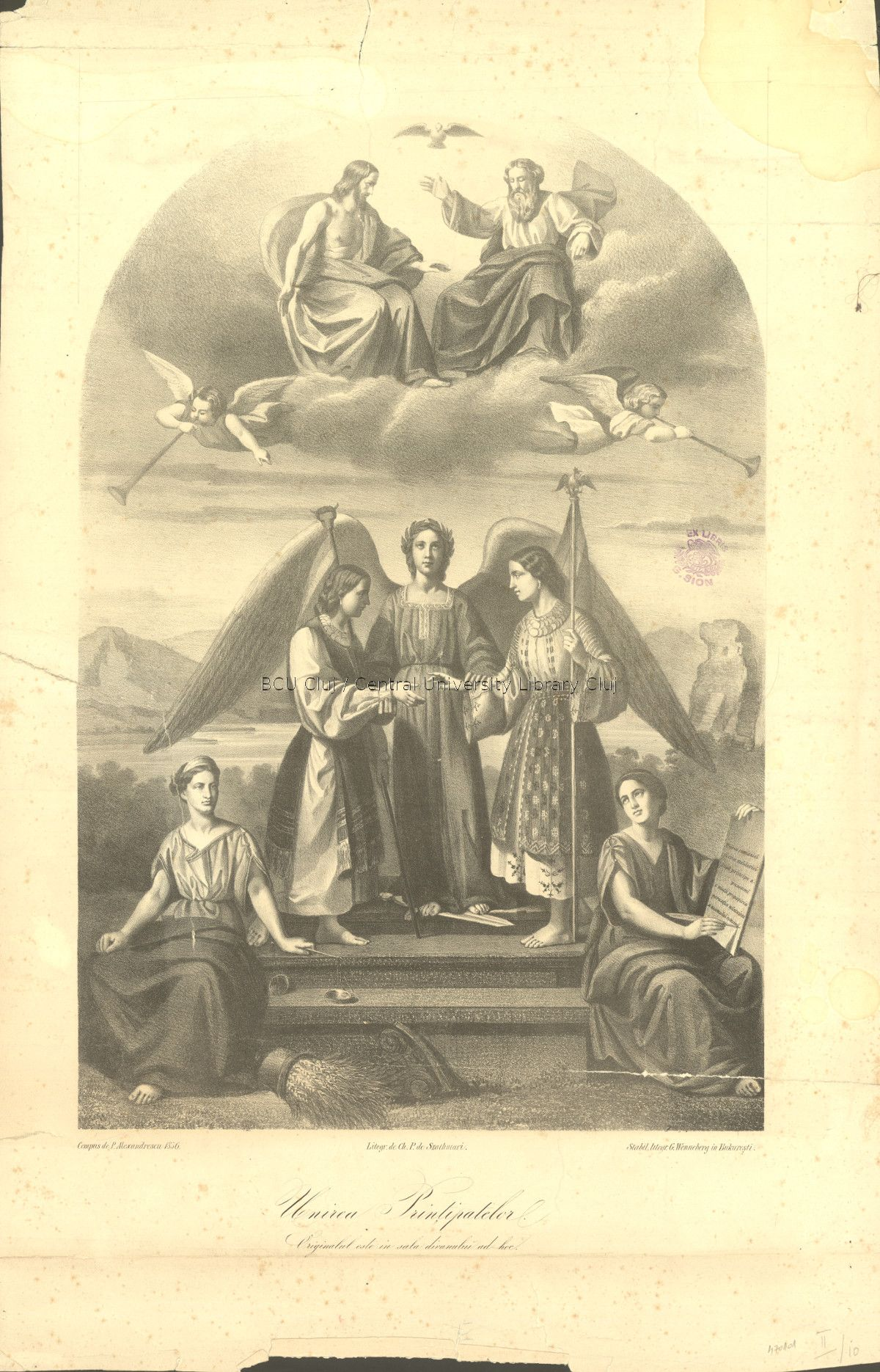
Litografia Unirea Principatelor de Petre Alexandrescu (1856)

Litografia a fost publicată în data de 4 decembrie 1857 și este considerată ca fiind primul desen cu temă națională din istoria graficii românești. Anunțul a fost făcut de Gheorghe Ioanid în gazeta semi-oficială intitulată „Anunțătorul român”. Compoziția pe care a făcut-o Tattarescu a deschis drumul și altor lucrări similare. Așa a fost litografia lui Maiorul D. Pappazoglu caruia presa i-a făcut reclamă și care a apărut în luna octombrie 1857. De editarea ei s-a ocupat tot Gheorghe Ioanid și ea înfățișa 19 portrete ale unor domnitori români alături de unele reproduceri după monumente antice. Similară a fost litografia lui Carol Popp de Szathmari care a fost anunțată în presa timpului de Casa Socec&Co și care a apărut în luna decembrie 1857. Litografia lui Szathmari figura portretele „... domnilor Comisari Internaționali pentru reorganizarea Principatelor”.
Pictorul Petre Alexandrescu a trimis la București în anul 1856 o lucrare similară intitulată Unirea Principatelor. Ea a fost litografiată în tiraj de masă începând cu anul 1858.
În luna octombrie 1857, tot la librăria lui Ioanid, a fost expusă o lucrare intitulată tot Unirea Principatelor, realizată de Theodor Aman. Ea a fost trimisă de la Paris cu ocazia întrunirilor Divanului Ad-hoc din 7 și 8 octombrie. Lucrarea lui Aman nu a ajuns în contemporaneitate și Jacques Wertheimer-Ghika a precizat că această compoziție nu poate fi cunoscută decât din poezia pe care Constantin D. Aricescu a publicat-o în ziarul Românul din 26 octombrie 1857. Istoricul de artă Ion Frunzetti a precizat într-o analiză critică faptul că lucrarea lui Theodor Aman ar fi fost achiziționată din librăria lui Ioanid de către fabulistul Alecu Donici care a donat-o în anul 1860 Pinacotecii din Iași. Subiectul lucrării este:
„... în mijlocul tabloului stau îmbrățișate două fecioare în costume populare naționale, una blondă, una smeadă. O stea lucește deasupra capetelor lor; sub două curcubee, o șopârlă verde rîngia la vulturul regal care planează asupra norilor de aur, din care coboară doi îngeri pe o pajiște de flori.”
----- Jacques Wertheimer-Ghika: Gheorghe M. Tattarescu - Un pictor român și veacul său, redactor Raoul Șorban, ESPLA, București, 1958, pag. 133
Cum primul secretar al Divanului Ad-hoc era Constantin Al. Kretzulescu, prieten cu Gheorghe Tattarescu, lucrarea artistului român a fost prima publicată în librăria lui Ioanid, Toate celelalte ce au fost menționate mai sus au apărut pe piață după exprimarea votului favorabil unirii.

## Comentarii critice

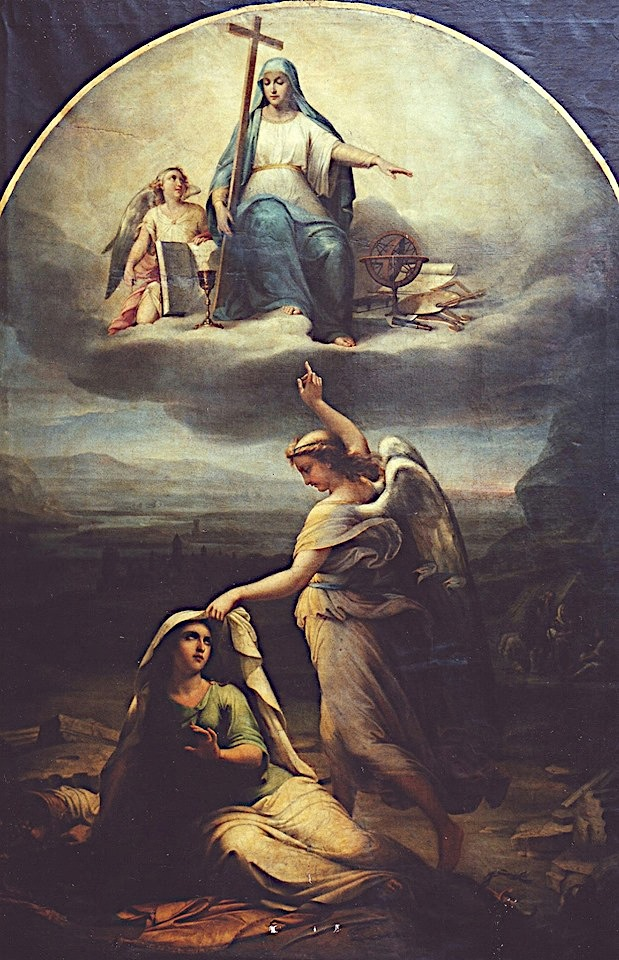
Renașterea României

După cum se știe din istoria criticii de artă, epoca în care s-a manifestat artistic Gheorghe Tattarescu solicita tablouri cu tematică istorică, iar momentele premergătoare Unirii Principatelor, conform baladelor lui Dimitrie Bolintineanu „... ideea unirii a inspirat adesea poporul român în diverse manifestări de literatură și muzică. După poezie trebuie să vină pictura ca să consacre opera sa sublimei idei. Aceasta era rezervată pictorului Gheorghe Tattarescu”. Tattarescu a realizat o compoziție alegorică care înfățișa Unirea făcând apel la modul cum a gândit lucrarea Renașterea României din 1950, critica de artă contemporană lui, ca și cea postumă, considerând-o o continuare a celei dintâi.
Scopul pentru care a executat desenul Unirea Principatelor a fost fără doar și poate, litografierea. Întregul proces de creație nu a avut în vedere o reluare a subiectului într-o lucrare în ulei. Chiar autorul articolului din ziarul Patria a precizat scopul pragmatic al desenului. Artistul român s-a angajat benevol la o acțiune de sprijin ideologic al momentului politic care era atunci de actualitate. Răspândirea ideilor unioniste folosind o iconografie adecvată era un proiect susținut de oficialitățile aristocrate ale statului și de clasa burgheziei nou înfiripată. Ca urmare, pictorul Tattarescu s-a poziționat, împreună cu Ion Negulici, Constantin Rosenthal, Barbu Iscovescu, Constantin Lecca și Carol Wallenstein de Vella, pe linia ideologică trasată de Gheorghe Asachi, folosind cu precădere mijloacele de propagandă ieftină și rapidă a litografiei, pentru împrăștierea de imagini apologetice, mobilizatoare.
În acel moment istoric, Unirea Principatelor a fost marea țintă patriotică a celor care au suferit marele eșec al revoluției de la 1848. Prin modul cum a răspuns cererii epocii, Tattarescu s-a pus, cu opera sa, cu mult înainte de înfăptuirea Unirii Principatelor în slujba acestei cauze. Tattarescu s-a dovedit a fi consecvent față de idealurile tinereții lui și de accea Teodora Voinescu a opinat că „... față de nivelul scăzut al producției litografice a vremii, Tattarescu... se clasează în fruntea dezvoltării graficei românești... până la Aman”. Pictorul român a continuat și după acest episod al Unirii să publice fel și fel de desene reproduse litografic, ilustrând multe volume care s-au editat în acea epocă.

## Unirea Principatelor în pictura românească

### Unirea... de Nicolae Grigorescu
La Paris fiind, Nicolae Grigorescu a fost preocupat nu numai de motivul legendei lui Dragoș Vodă, ci și de reprezentarea sentimentului național. Ca atare, a rămas posterității o schiță dedicată Unirea Principatelor Române din anul 1859. Alexandru Vlahuță a fost cel căruia Grigorescu i-a povestit despre impresia pe care a avut-o împreună cu locuitorii de la Agapia, din mănăstire și din sat, cu privire la emoția pe care a simțit-o la auzirea veștii că Alexandru Ioan Cuza a devenit domnitorul ambelor țări.
Ca urmare a dragostei de țară, la Paris a simțit imboldul de a duce mai departe pornirea romantică dezvăluită cu destulă măestrie în compozițiile cu Dragoș Vodă. Astfel, și-a imaginat o compoziție pe care a intitulat-o Unirea Principatelor. Istoricii de artă au consemnat faptul că încă de pe vremea când picta la Mănăstirea Agapia, artistul ar fi realizat schițe ale unor compoziții care să înfățișeze marele eveniment istoric al unirii celor două principate.  Nici una din ele nu a ajuns până în contemporaneitate. Singurul tablou care a rămas este cel realizat la Paris și care se află astăzi la Muzeul Național de Artă al României.
Privind lucrarea, se poate vedea că aceasta este tributară clasicismului, cu toate că modul de utilizare a pastei duce la ghicirea unei nuanțe a romantismului. Victoria își desfășoară aripile deasupra celor două tinere femei și împreună formează ca o reminscență, un triunghi clasicist. Dorind să exprime vizual cât mai multe idei, pictorul a căzut în păcatul alăturării a mai multor elemente adiacente figurilor principale: un cioban cântând din fluier la umbră și o mulțime de siluete de țărani voioși. Tușa este impetuos așezată și cromatica baleiază în culorile naționale românești: roșu, galben și albastru. Această pictură nu este una reprezentativă pentru opera lui Grigorescu, dar ea marchează sentimentalismul artistului aflat departe de casă.
Nicolae Grigorescu a fost preocupat pentru realizarea unor compoziții inspirate din trecutul național. În opinia istoricului George Oprescu, artistul ar fi căutat prin cronici, prin legendele românești și prin evenimentele contemporane lui, muza prin care să-și exprime atașamentul său cu privire la poporul din rândul căruia s-a ridicat. Astfel, în anul 1864, pictorul s-a reîntors în țară pentru scurt timp și a adunat material documentar pentru astfel de compoziții. Cu această ocazie, peisajele naturale și oamenii întâlniți l-au făcut să se îndepărteze de gândurile sale inițiale. Viața oamenilor simpli și farmecul naturii l-a atras mai mult și l-a abătut de la tematica națională.

### Unirea... de Theodor Aman
Theodor Aman a realizat trei tablouri cu tematica Unirii Principatelor, unul alegoric intitulat Unirea Principatelor și două care înfățișează două evenimente care au avut loc în acea epocă plină de efervescență: Proclamarea Unirii și Hora Unirii la Craiova. Alegoria Unirea Principatelor prezintă în prim-plan două femei în costume populare care stau una lângă alta, văzute frontal, ținându-se de mână. Tânăra femeie din dreapta ține mâna dreaptă ridicată deasupra capului celeilalte în care are un lanț scurt de care este legată o cruce din aur. Tânăra din dreapta are părul negru cu cărare pe mijloc, ochii negri, fața negricioasă și palidă și poartă bentiță cu bănuți de aur. Are o rochie albă cu motive florale roșii și cu fir de aur.
Bluza este deschisă la gât și are trei șiruri de mărgele roșii. Fota este roșie cu modele negre și albe și bluza descoperă o mică parte a corpului în față. talia este prinsă într-un brâu cu catarame rotunde, una având inscripționat cuvântul VALAHIA.  Fata din stânga are ochii albaștri, tenul alb și părul prins în coc cu flori roșii și verzi în partea din spate. Are ie albă cu modele albastre și la gât poartă o salbă. Fota ei este din două bucăți de culoare neagră. Brâul are două catarame unde apare scris MOLDOVA. Tabloul este semnat și datat în dreapta jos cu negru Th. Aman 1957.
Pictura Proclamarea Unirii a fost realizată în ulei pe pânză, în anul 1861, și surprinde un moment de răscruce al istoriei României. Au fost reprezentați membrii Adunării Elective de la București, la 24 ianuarie 1859, în momentul votării lui Alexandru Ioan Cuza ca domnitor al Țării Românești. Cei 62 de bărbați au fost înfățișați într-o atitudine fotografică, artistul sugerând totodată presiunea maselor populare aflate afară, în jurul Mitropoliei, asupra deputaților din sală. Lucrarea Hora Unirii la Craiova înfățișează un moment istoric la care Theodor Aman a fost martor. Aflându-se la Craiova la data de 9 octombrie 1857, Aman a participat la hora unirii. Scena se desfășoară în timpul nopții, prilej pentru care Aman a folosit clar-obscurului prin alternanța zonelor întunecate cu cele luminoase. Portretul lui Aman alături de membrii de familie apare în stânga lucrării. Tabloul este semnat și datat dreapta jos cu roșu: Th. Aman/ 1857.

### Alte Uniri

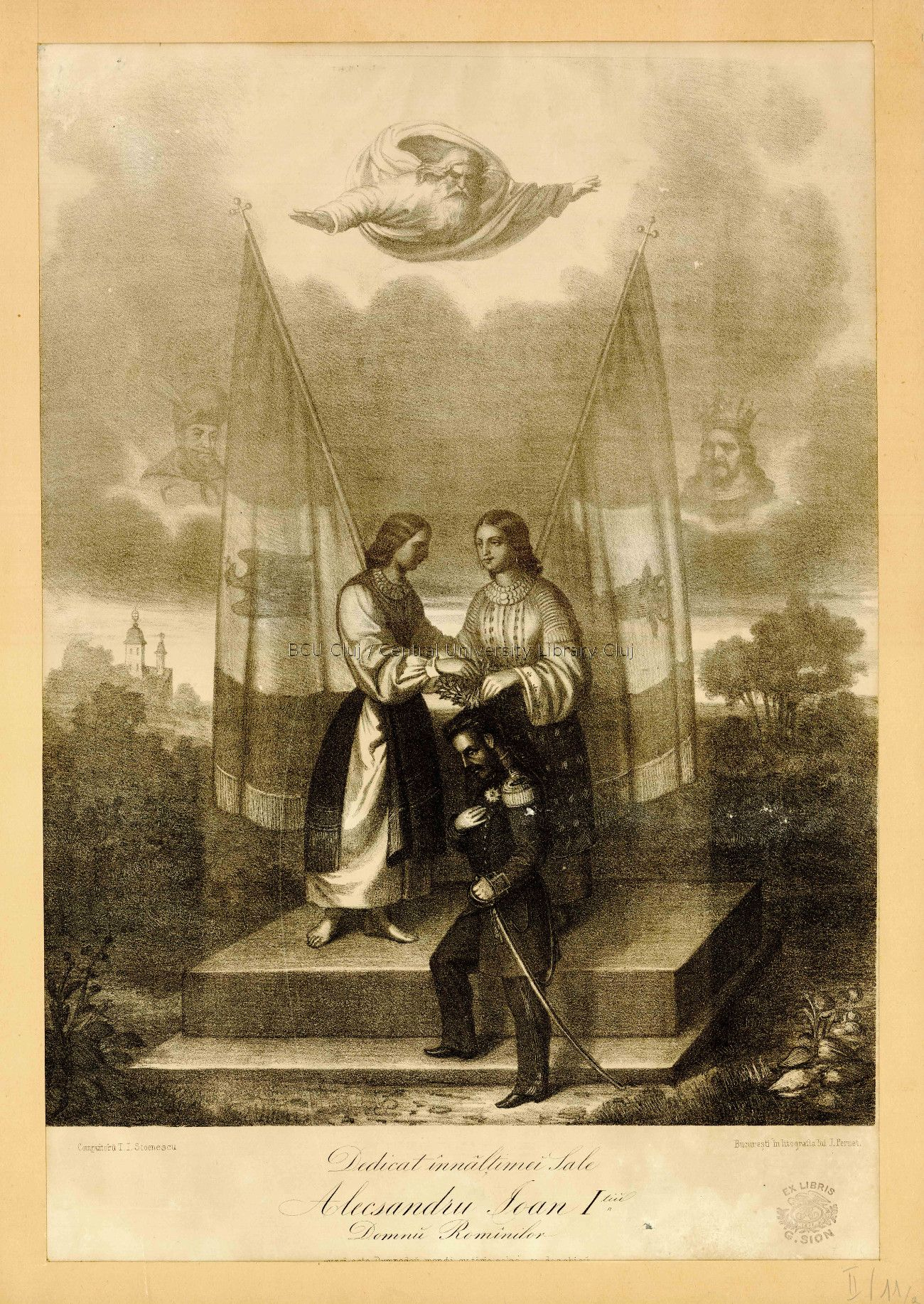
Unirea Principatelor de T. I. Stoenescu (1860-1869)
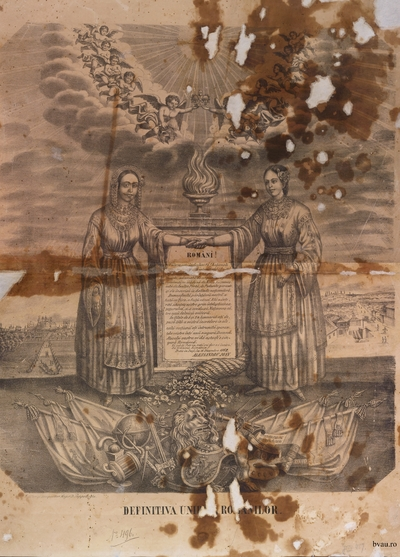
Litografia Definitiva Unire a Românilor (1861), tipărită la Editura lui Dimitrie Papazoglu
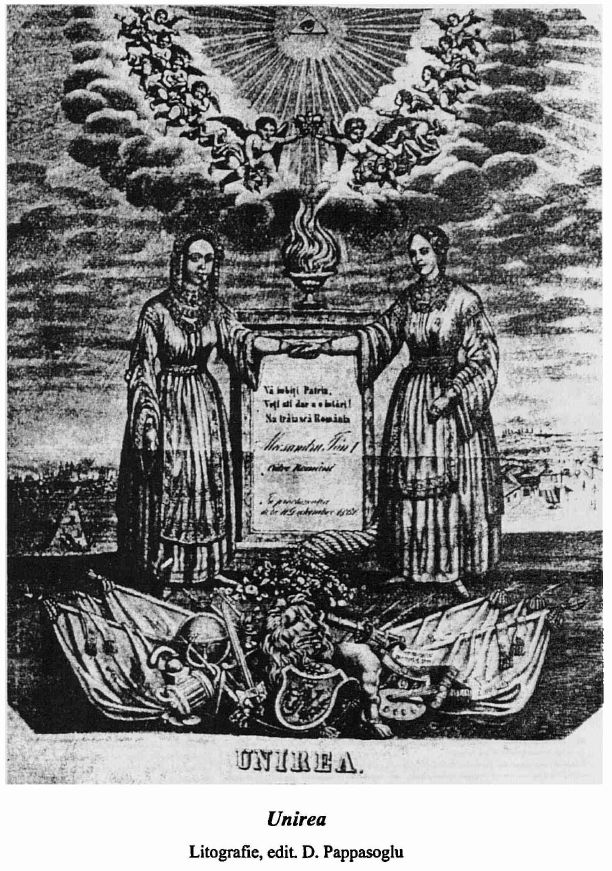
Litografia Unirea tipărită la Editura lui Dimitrie Papazoglu